# Barry Gibb
Barry Gibb, teljes nevén Barry Alan Crompton Gibb (Douglas, 1946. szeptember 1. –) ötszörös Grammy-díjas brit énekes, zeneszerző. Minden idők egyik legsikeresebb popzenei zeneszerzője. Élete nem választható szét az általa is alapított Bee Gees együttes történetétől. A Brit Birodalom Rendje parancsnoki fokozatának (CBE) birtokosa.

## Családi adatai
Édesapja: Hugh Gibb dobos és zenekarvezető 

Édesanyja: Barbara Pas énekesnő (1920-2016)

Testvérei: Leslie Barbara Gibb (1945), Robin Hugh Gibb (1949-2012), Maurice Ernest Gibb (1949–2003), Andrew Roy Gibb (1958–1988), Bernice Barbara Gibb (1964) 

Első felesége: Maureen Bates, 1966. augusztus 22-én házasodtak össze, 1970. júliusban elváltak, második felesége: Linda (Gray) Gibb, házasságuk időpontja: 1970. szeptember 1. 

Öt gyereke (Stephen (1973), Ashley (1977), Travis (1981), Michael (1984), és Alexandra (1991), és három unokája van 

Lakhelye: Miami Beach, de van lakása Angliában is. Vegetáriánus, hobbija: a tv-nézés, teniszezés, az autók és természetesen a zene

## Élete

### Az első lemezig
Barry Gibb 1946. szeptember 1-jén 8 óra 45 perckor született Douglas (Man-sziget sziget) városában, majd megszülettek ikertestvérei is: Robin Gibb és Maurice Gibb 1949. december 22-én 3:15-kor és 3:50-kor. Man-i emberek voltak, de brit állampolgárok.
1951. szeptember 4-én kezdte el alsó tagozatos iskolai tanulmányait.
1952-ben látott egy korai tv-s zenei műsort (Mary Lloyd zenei műsorát) és a rock and roll zene szerelmese lett. Arról ábrándozott, hogy elkezd gitározni, és popzenész lesz.
1955. januárban Manchesterbe költözött, a Keppel Roadra (Chorlton-Cum-Hardy kerület) családjával.
Szegénységben élt, testvéreivel az utcán csavargott.
Testvéreivel együtt együttesekről ábrándoztak, magukat „Rattelsnekes”-nek nevezték, de ekkor még csak képzeletükben.
1957. december 28-án a testvéreivel és két barátjával a helyi Gaumont moziban először léptek közönség elé „Rattelsnakes” néven.
1958-ban, már közönség előtt is fellépett több alkalommal, testvéreivel. Ő ritmusgitározott, a három testvér és két barátjuk énekelt. A zenekart egyszer „Rattelsnakes”-nek, vagy „Wee Johnny Hayes”-, máskor pedig „Blue Cats”-nek nevezték. Barry ekkor kezdett el zeneszámokat is írni.
Utolsó fiútestvére, Andrew Roy Gibb 1958. március 5-én született meg Manchesterben.
1958-ban Ausztráliába költözött a családdal, a hajóúton testvéreivel az utasokat és a személyzetet éneklésükkel szórakoztatták
Brisbaneben telepedtek le, a lakásuk pedig a Redcliff Peninsulán volt. Barry később gyakran mondta, hogy számára ma is Redcliff a világ legkedvesebb helye.
1959 elején a testvéreivel egy lokálban kezdtek el énekelni. (Redcliffe Speedway), így kerestek pénzt. Ott hallotta őket meg Bill Gates, aki rádiós lemezlovas volt, szerette hallgatni a zenéjüket és érdekelték Barry zenéi is. Barrytól kapott egy magnószalagot, melyen hat Barry Gibb szám volt, és ezeket 1959 közepén leadta a rádióban. 1960 márciusában testvéreivel a helyi tévében szerepelt.
Ebben az időben számokat is írt, ezek nagy része nem maradt fenn.
1960. december 26-án a sydneyi Rialto Színházban lépett fel testvéreivel, édesapjuk, Hugh menedzselése mellett.
A Belinda 1961-ben leszerződtette, mint zeneszerzőt azzal a szándékkal, hogy zeneszerzőként megismertesse nevét Ausztráliában. Ennek folyamán több dala is más előadókkal lett lemezre rögzítve a későbbi időben.
1961 szeptemberében befejezte iskolai tanulmányait, a családdal Cribb Szigetre költözött, a Brisbanetől 50 mérföldre levő Surfers Paradisera. Barry a B.G.s-el az „Aranypart” szállodáiban és klubjaiban lépett fel, zenei tudása kiteljesedett, ambíciója is nőtt: Esténként Coolangatta-ban, a Grand Hotelben és a Beahcomber Hotelben lépett fel a B.G.s-el, mely 20 mérföldre volt a szállásuktól.
1962 szeptemberében Col Joye, egy akkor Ausztráliában élő, és ott híres popsztár, valamint bátyja és menedzsere, Kevin Jacobsen a Surfers Paradise-on tartózkodott. Barry átadott nekik egy magnószalagot, melyen többek között a "Let me Love You" és a "Starlight of Love" című szám is rajta volt.
Kevin fantáziát látott a Barryban és a B.G.s együttesben, ezért elvitte őket a Sydney-be, a Festival Records-hoz, hogy lemezkiadási szerződést kössenek.
Barry fennmaradt dalai ebből a korszakból:
- "Hopscotch Polka" (1958), nem rögzítették szalagra, az akkori barátai emlékeztek erre a névre.
- "Turtle Dove" (1958), nem kiadott szám, Barry Gibb emlékezett a címre, de már a dallamára nem.
- "The Echo of Your Love" (1959), a Bill Gatesnek átadott szalagon szerepelt.
- "Twenty miles to Blueland" (1959), nem kiadott szám, a Bill Gatesnek átadott szalagon szerepelt.
- "Let me Love You" (1959), nem kiadott szám, a Bill Gates szalagon, valamint a Col Joye-nak átadott szalagon szerepelt. Barry, Robin és Maurice Gibb 1991-ben, egy rádióban énekelte el.
- "(Underneath The) Starlight of Love" (1959), első kiadása Col Joye énekével 1963-ban volt, az 1959-es Bill Gates szalagon, valamint a Col Joye- nak átadott szalagon szerepelt.
- "Time is passing by" (1960), nem kiadott szám, 1960-ban, a televízióban hangzott el.

Barry több számot is írt ez alatt az idő alatt (1958–1962), de ezek nem maradtak fenn

### Ausztráliai korszak

#### Indulás
Barry a Bee Gees együttessel és önállóan zeneszerzőként is szerződést írt alá a Festival Recordssal, 1963. évi kezdéssel, így megjelentek lemezen is az első számai („The Battle of the Blue and the Grey / The Three Kisses of Love”), majd követte a „Timber! / Take Hold of That Star” kislemez, melynek dalai szintén Barry számai voltak.
Barry számai szerepeltek Col Joye, Lonnie Lee and the Leemen, Noeleen Batley lemezein, valamint a Festival Records alkalmazásában más énekesek, együttesek felvételeinél háttérénekesként vett részt (Col Joye, Judy Stone, Johnny Devlin and his Devils) 

Barry Gibb több számot is írt 1963-ban, de ezek vagy nem maradtak fenn, vagy csak az Ausztráliai Szerzői Jogok Hivatalában van regisztrálva, így maradt nyoma: (Breaking up a darn good thing---Here she comes---True true love)
A következő években Kevin Jacobsen bemutatta a Barryt és a The Bee Gees együttest szinte mindenhol, hotelekben, klubokban léptek fel Sydney körzetében, a nevük ismertté vált.

#### aThe Beatlesegyüttes hatása
1964-ben a The Beatles, mint minden országban, alapvetően változtatott a fiatalok gondolkodásában, hatással volt a zenei életre, így Barry is kísérletezni kezdett.
De ebben az évben inkább más előadók lemezein szerepelt, mint zeneszerző, és mint háttérénekes.
A Bee Gees együttes „Peace of Mind / Don’t Say Goodbye”, 1964. február 10-én, valamint az augusztus 17. én megjelent „Claustrophobia / Could It Be” kislemezein már érződik a The Beatles együttes hatása. (mind a négy szám Barry szerzeménye)
A Bee Gees együttes harmadik kislemezén először adott elő testvéreivel lemezen olyan számot, amit nem ő írt („Turn Around, Look at Me / Theme from ‘The Travels of Jaimie McPheeters’”: (a lemez 1964. október 12-én jelent meg). Az első szám Jerry Capehart szerzeménye, egy Glen Campbell dal feldolgozása, a második pedig a Jerry Winn – Leigh Harline szerzőpáros dala a The Osmond Brothers dal feldolgozása volt.
Ebben az időben Barry számai más előadók lemezein jelentek meg. (Trevor Gordon, Jimmy Little, Tony Brady, Del Juliana, Reg Lindsay, Bryan Davies)
Fennmaradt egy felvétel, ahol a Dave Clark Five: Cant You See That She's Mine, a The Beatles From me to you, a Chad and Jeremy: Yeterday Gone, a Hollies: Just on Look, és a George Hamilton IV: Abilene számát Barry Gibb énekelte, ezeket a Festival sydneyi stúdiójában rögzítették, és a Johnny O'Keefe által vezetett "Sing! Sing! Sing!" televíziós műsorban adták le Barry playbackelésével. Lemezen nem került kiadásra.
A televíziós felvételeket egy ismeretlen bocsátotta rendelkezésre. Később ezeket a felvételeket a születésnapi CD Brilliant lemezen is megjelentették. Valószínű, hogy Barry több ilyen adásban is részt vett.
A korszak dalaiból a Run Right Black---Concerto Witn No Name---One Little Blue---I'll Be There---My girl---Now Comes The Pain---When a Girls Cries---In The Middle of a Dream---Leave The Lovin' To The Boy---Since I Lost You---This Is End---Tribute To An Unknown Love---Boy With a Broken Heart---Hey Jennie---I Love---Mr Mod Man---My Baby Can---The One That I Love---You were Made For Me--- és a Double Dating című számainak nincs ismert felvétele, csak az Ausztrál Szerzői Jog Hivatalában van regisztrálva. Ezek közül a Concerto With No Name szám Barry elmondása alapján egy klasszikus (komolyzenei) zongoradarab volt.
Más előadók lemezein háttérénekesként működött közre. (Jimmy Hannan, Johnny Devlin)
1964 eseménye még az is, hogy 1964. szeptember 29-én megszületett utolsó testvére, Bernice Barbara Gibb.
1965-ben és 1966-ban tovább folytatódott a pályafutása a Bee Gees együttessel és önállóan, zeneszerzőként is.
1965-ben megírta az első olyan számát, ami nemcsak Ausztráliában, hanem más országokban is megjelent és sikert aratott: a „Spicks and Specks” számot, valamint szerzőként az együttesével megjelent első albumuk is a „The Bee Gees Sing and Play 14 Barry Gibb Songs”.
Ausztráliai sikere folytatódott 1965 és 1966 alatt a Bee Gees-el és önálló tevékenységében is.
A Bee Gees együttes mellett dalai Bip Addison, Sandy Summers, April Byron, Jon, Jenene, Gerry Marsden, Sands, Lori, The Richard Wright Group, Steve and the Board, The Twilights, Ronnie Burns, Johnny Young, The Kids lemezein jelent meg.
Közreműködött más előadók lemezein is. (Bip Addison, Anne Shelton, The Mystics, Barrington Davis, April Byron, Jon, Jenene, Lori, Marty Rhone, Tony Barber, Ray Brown and the Whispers, Mike Furber, Vyt és a M P D Ltd).
1966. augusztus 22-én összeházasodott Maureen Batessel.
1966. november 25-én édesapja, Hugh Gibb a Spicks and Specks nagylemezt és más számok demo változatát (Gilbert Green---Deeply, Deeply Me---Mrs. Gillespie's Refrigerator), elküldte Brian Epsteinnek, a The Beatles menedzserének, aki az érdekeltségébe tartozó NEMS- ben (Northern England Music Stores) – lejátszotta, ezek után a Bee Gees-el Robert Stigwood igazgató lett a kapcsolattartó.

### Úton a világhírnév felé
1967 végleg meghozta a Bee Gees együttes és Barry Gibb számára a világsikert. Felgyorsultak az események és Barry is tele volt alkotóenergiával.
1967. január 3-án a Gibb családdal elutazott a Fair Sky hajójával Angliába nővérük, Leslie meghívására, aki férjével élt ott, ahonnan
1967. február 6-án hazatért.
Ebben az évben a fő tevékenysége a Bee Gees együtteshez kötötte, világhírű számokat szerzett (To Love Somebody, Holiday, New York mining disaster 1941, Massachusetts stb.).
Mellette más előadóknak is írt számokat (Billy J Kramer---The Monopoly---Esther and Abi Ofarim---Gerry Marsden---The Sands---Dave Berry---Los Bravos---The Family Dogg---Johnny Ashcroft---Noeleen Batley---Oscar---Johnny Young---Adam Faith---Georgie Fame---The Majority)
Az új stúdióban közreműködött Billy J Kramer, és Johnny Young felvételein is.:
Több számát felvették ez időben, de vagy nem adták ki, vagy csak jóval később más előadók lemezein jelent meg: ( All so lonely!---Ring my bell---You know how you give yourself away---Vince's number---Maccleby's secret---When things go wrong---Swan song---Out of line
Barry három számát december 1-jén az IBC londoni stúdiójában rögzítették, (Thank you for Christmas---Silent Night---Hark! The herald angels sing!) melyet december 24-én az ABC Televízió adott le a „How on earth” műsorában, Barry társaival playback- en énekelt.
1967. szeptember 20-án Barry Gibb találkozott későbbi második feleségével, és gyerekeinek anyjával, Linda Grayjel, egy TV műsor előkészítésének megbeszélésén, (a „Top Of The Pops” szeptember 21-i adásban a Bee Gees szerepelt). Linda 1967 nyarán a skóciai Edinburghban szépségkirálynő lett, így ennek révén lett a műsor házigazdája. Találkozgattak, majd Barry később meghívta őt arra az eseményre, amikor Robert Stigwood házában ünnepséget tartottak a „Massachusetts” slágerlistás első helyének, összeköltöztek, Barry lakásába Londonban, majd 1971-ben Barry születésnapján össze is házasodtak (Linda jelölte ki ezt a napot, azért, hogy Barry a születésnapján rá is mindig emlékezzen)
Ebben az évben több dala is slágerlistás, a „Massachusetts” már megjelenése után rövid idővel listavezető lett
Az 1968-as évben a Bee Gees zeneszerzőjeként sorra írta és jelent meg slágerlistás számai (World, Words stb.), valamint koncertezett a világ számos országában a Bee Geessel.
Fő munkái a Bee Gees-hez kötötte, de mellette írt számokat másoknak is (The Marbles, Lori Balmer, Orchester Max Greger, David Garrick), közreműködött más lemezeken (The Marbles, Lori Balmer, The Robert Stigwood Orchestra The Bill Shepherd Singers).
Néhány számát, bár rögzítették, nem jelent meg. (End of my song---In the middle of the grass---Millions of millions---I can lift a mountain---Chocolate symphony---Bridges crossing rivers---She is russia---Let your heart out---Come some Christmas eve or Halloween---Man of man---Things go better with coke). Utóbbi száma a BCC Coca Cola műsorához készült.
Rádió és Tv műsorokban szerepelt, az újságok híreiben is gyakran szerepelt.

### Együtt és önállóan
1969-ben a Bee Gees gyakorlatilag két főből állt, ő és Maurice maradt a Bee Gees tagja.
A zenekarral átütő sikereket nem aratott.
Ez az időszak számára is az útkeresés időszaka volt.
Más előadóknak írt dalokat a Bee Gees mellett, (The Marbles, Samantha Sang, The Tigers, P P Arnold), a The Marbles, és Samantha Sang lemezén szerepelt.
Először próbálkozott meg produceri tevékenységgel (P P Arnold: "Bury me down by the river / Give a hand, take a hand") Barry augusztusban működött közre producerként a fekete énekes lemezének elkészítésében, akit a Polydor, miután a Bee Gees-el leszerződött törölt a listájáról. Később 1970-ben is segítette az énekeset.
Ezen kívül is születtek dalai, melyek kiadása nem történt meg. (Be my friend---Royal horse artillery---Ping pong---Who knows what a room is---Between the laughter and the tears---Every time I see you smile---Twinky---There goes my heart again---One bad thing---Go tell cheyenne---Every morning every night---End of my song, Julia)
1970-ben az év első felében még mindig saját utakon jártak testvéreivel, de Robert Stigwood közbenjárására augusztusban találkozott Robinnal és elhatározták, hogy év végén már újra a Bee Gees keretében dolgoznak egy új albumon.
Barry felvette és kiadta első kislemezét (eredetileg albumot szeretett volna „The kid's no good” címmel) Európában és Amerikában, "I'll Kiss Your Memory" címmel. Ennek a lemeznek a producere is ő volt.
Továbbra is P P Arnold producere volt, a lemezeire számokat írt.
Az útkeresés jele, hogy sok szám maradt fenn, amit rögzítettek ugyan, de soha, semmilyen formában nem adtak ki. (We can lift a mountain---I can laugh---I've been waiting---Too much to think about---Getting back together---The way I feel today---Find me a woman---The change I see---No more music now---You got to lose it in the end---Little red train---Sweet summer rain---Melody fair---Maybe tomorrow---Lost Fantasy---To dance again---One bad thing---The day your eyes meet mine---Victim,---Summer ends---It's over---A child a girl a woman---Born---What's it all about---Happiness---Don't make it all go wrong---Don't take my good time away---Goodnight, night (morning, morning)---A hat full of rain---Just another night---Like a love gone wrong---Love on my mind---Night---Purple angel---Somebody waits for me---Susan with the beating heart---Too many, too few---Walk between the raindrops)
1970. szeptember 1-jén Barry a 24. születésnapján összeházasodott Linda Grayjel, a következő egy-két hónapot vele töltötte. Megvásárolták első közös lakásukat Buckinghamshireben, a Gerrards Crosson, a következő két év otthonukat. Októberben pedig elkezdte stúdióban rögzíteni testvéreivel a „2 Years One” lemezt.
1971-ben a Bee Gees-el újra sikeresek lettek, melyben szintén nagy szerepe volt, listavezetős számokat írt. ("How can you mend a broken heart")
A Bee Gees mellett nem sok ideje maradt, de Lou Reizner, Ronnie Burns, a New Horizon, Jerry Vale, Peter Maffay, Katja Ebstein lemezein számai szerepeltek.
Szintén sok száma született ebben az időben is, amit nem adtak ki.(Child---Waterloo---Together---Over the hill and over the mountains---Merrily Merry eyes---Bring out the thoughts in me---You leave me hanging on---Boots---Nightwatch---C'mon tappelais---Telegraph to the pine trees---You … Me down---Mr good memories man---Long chain on---Cigarette---Blue---Deep in the dark of day---I'm only me---Something---Amorous aristocracy---Today i saw the sun---Irresponsible, unreliable, indispensable blues---A word of love---God's good grace---He gives us all his love)
1972-ben folytatódott az útkeresés a Bee Gees együttessel, számokat írt, nagylemezt vettek fel közösen testvéreivel, de végül úgy döntöttek, nem jelentetik meg. („Kick in the head is worth eight in the pants”)
(King kathy---And for you---What could have been done---Goodbye blue sky---Not my girl---Passport---The happiest days of your life---It's all wrong---Lay down and sleep, de ide sorolható a felvett, de meg nem jelent nagylemez anyaga is, ---A lonely violin---Losers and lovers---Home again rivers---Harry's gate---Rocky l a---Where is your sister?---Jesus in heaven---Life, am I wasting my time?---Dear Mr Kissinger---You're my heaven)
Barry számai ebben az évben kizárólag a Co. együttes lemezén jelent meg a Bee Gees együttesen kívül.
December 1-jén megszületett Stephen Gibb, az első fia.
1974 Barry és a Bee Gees életében a további útkeresés időszaka, még mielőtt a disco-korszakban újra felragyogna csillaguk.
A Bee Gees együttesben és megírt számai mellett más tevékenységet nem végzett.

### A disco korszaktól
1975 és 1979 közötti időszak a Barry és a Bee Gees életében a disco időszakot jelenti, mely a 60-as évek közepétől elindult sikert is felülmúlta az együttes és Barry életében.
Barry családjával Miami Beach-be költözött 1975 elején és a Bee Gees együttesnek megint sok slágerlistás számot írt, azon kívül, hogy az év során az együttessel is koncertezett. („Jive Talkin”)
Részt vett az „All this and World War II” című The Beatles zenére épülő film zenéjének felvételein Leo Sayerrel, majd 1976-ban a Bee Gees együttesen belül sok nagy sikerű dalt írt. ( "You should be dancing")
Vince Melouney-vel a Bee Gees egykori tagjával Barry egy kislemez anyagát vette fel, de kiadásra nem került (Let it ride/Morning Rain)
1977-ben kezdte öccse, Andy Gibb lemezeit társaival, Albhy Galutennel és Karl Richardsonnal producelni, a lemezen szerepelt énekesként, valamint számaival is. (Barry részéről a producerség nem igazán az ő személyét érintette, hanem a Bee Gees együttest, de hivatalosan az ő neve szerepel másik két társa mellett)
A produceri tevékenysége közé tartozott Samantha Sang kislemeze is, melynek A oldali számát ő is írta („Emotion”) és háttérénekléssel segítette a lemezt.
Számai ismét megjelentek más előadók lemezein (Yvonne Elliman, Tavares, Network, Graham Bonnet)
Részt vett a Saturday Night Fever filmzenéjének és a Sgt Peppers című filmmusical filmzenéjének elkészítésében és kiadásában is.
Szeptember 8-án megszületett Barry második gyermeke: Ashley.
December 10-én a „Stayin Alone” és a „How deep is your love” száma (későbbi Saturday Night Fever album része) Kanadában slágerlista vezető lett (a számok a hivatalos nagylemez előtt kislemezen jelentek meg)
Újra sikeres, befutott lett zeneszerzőként is, meg a Bee Gees együttessel is.
1978-ban folytatta produceri tevékenységét, közreműködött Andy Gibb lemezénél („Shadow dancing”), a Bee Gees slágerlistákat döntögetett a számaival (Stayin alive, Emotion, Love is thicker than water, Night fever),
Az 1978-ban bemutatott Grease filmmusical címadó dalát is ő írta, Frankie Valli énekelte.
1979. január 1-jén a Bee Gees együttessel együtt 6 Grammy-díjat kapott 1978-as produkciójukért.
Január 10-én részt vett a Bee Geessel a „Music for UNICEF” koncerten. (többek között Andy Gibb, ABBA, John Denver, Kris Kristofferson, Rita Coolidge, Rod Stewart, Olivia Newton-John, Donna Summer és az Earth Wind and Fire társasában). A koncert Gyermekek Nemzetközi Évének keretében lett megrendezve.
Megjelentek olyan dalai is, mint a „Tragedy”, „Love you inside out’”.
Számokat írt Teri De Sario-nak, a lemezén énekesként is szerepelt, forgatókönyvet írt David English-sel (Whirlpool), szerepelt a Chicago Hot Streets lemezén énekesként. Szerepelt, zeneszámokat írt Andy Gibb „After Dark” albumán, egyik producere volt.
Az 1980-as év Barry számára még nagyobb sikereket hozott.
A Guilty 1980.-ban jelent meg Barbra Streisanddal Barry Gibb közösen készített lemeze, melynek producere Barry Gibb, Albhy Galuten és Karl Richardson volt. Nem Bee Gees produkció, ahogy tévesen oda sorolják. Lemezeladási csúcsokat döntögetett, Grammy-díjas lett, Barbra Streisanddal közösen. (Whoman in Love)
Bízvást mondható, hogy ez az év volt Barry pályafutásának a csúcsa is.
Számai szerepeltek Elaine Paige, Olivia Newton-John lemezén.
Zeneszámaival és személyesen is részt vett Andy Gibb „Andy Gibb's greatest hits” lemezének elkészítésében és egyik producere volt.
1981. január 10-én megszületett Travis, Barry harmadik gyermeke.
1981. február 15-én Barry és Barbra Streisand Grammy-díjat kapott a Guilty lemezre, a legjobb popzenei duó díjat.
Számai szerepeltek Leo Sayer albumán, év végén pedig a Bee Gees-en belül a „Living Eyes albumon.
Az 1982-es év szintén a produceri tevékenysége miatt jelentős: Dionne Warwick „Heartbreaker” lemezének a dalaiban Barry szerzőként, énekesként és producerként is részt vett.
Második közös forgatókönyvét is megírta (A dutch treat) David English-sel, ami a későbbi Hawks film alapja lett.
Az 1983-as évben megjelent a „Staying Alive” Bee Gees-lemez és annak dalai szintén a slágerlistára kerültek (The woman in you,)
Több számot is rögzített, de nem jelent meg. (It's my neighborhood---Toys---Dimensions)
Ebben az évben szintén a produceri tevékenysége jelentős: Kenny Rogers „Eyes See in the Dark” című albumának egyik producere volt, a lemezen a számai is szerepelnek, ő pedig háttérénekes volt. Az "Islands In The Stream" szám 1984-ben elnyerte az Év dala kitüntetést is.
Az 1984–1985 év megint a produceri tevékenység és a szóló munkák ideje volt.
Barry megjelentette első önálló albumát, a „Now Voyager”-t. Az album Barry, Maurice és George Bitzer számaiból tevődik össze, Olivia Newton-John közreműködésével, átütő sikert nem aratva (annak ellenére, hogy az album egyes számai felkapaszkodtak a slágerlistára is).
1984. október 26-án a „Guilty” multi – platinalemez lett, november 7-én pedig a „Saturday Night Fever” is.
1984. december 1-jén megszületett Barry negyedik gyermeke, Michael.
1985-ben jelent meg Barry producerségével Diana Ross „Eaten Alive” című albuma, ez Barry utolsó közös munkája Albhy Galutennel és Karl Jacobsennel. Az album egy időben jelent meg Barry New Voyager lemezével. A lemezen Barry énekel, gitározik, minden számnak szerzője is.
Énekelt és száma jelent meg Larry Gatlin lemezén is, valamint a testvéreivel számot írt nővérük fia, azaz unokatestvérük lemezére (Bobbi Gibb with Social Fact)
1986-ban Barry felvett egy lemezanyagot, de nem került kiadása, számos dala viszont felkerült a később megjelent „Hawks” lemezre. Az album címe "My Eternal Love" volt (előbb „Moonlight madness” címet kapta). Ebből csak egy kislemeznyi anyagot adott ki.
Másik nagyobb lélegzetű munkája ebben az évben a „The Bunburys project” volt David Englishsel. (film, rajzfilm és zeneprojekt). (a Bee Gees tagjai és Eric Clapton közös zenéje)
1987-ben Barry Andy Gibbnek segített új lemezében elkészítésében, és menedzselésében. (az album címe „It's my neighborhood” lett volna).
A lemez Andy halála miatt nem fejeződött be, így nem is lett kiadva. (A számokat rögzítették a stúdióban) Az album anyagából két kislemezt kiadtak, producerük Barry volt.
1988. március 7-én Andy Gibb kórházba került, és március 10-én váratlanul meghalt a hivatalos verzió szerint szívelégtelenség következtében, a „The Radcliffe Hospital”-ban, Oxford-ban. Temetése március 21-én volt Los Angelesben.
1988. június 5-én a Barry a Bee Gees-el részt vett a Prince's Trust Concerten (Royal Albert Hall, London), majd fellépett a Nelson Mandela tiszteletére rendezett koncerten is, a Wembley Stadionban.
1988. augusztus 4-én megjelent Barry újabb szólólemeze a Hawks, mely egy azonos című film zenéje volt
1989. március 10-én, Andy Gibb halálának egyéves évforduóján Miamiban utcát neveztek el róla, majd megjelent a Bee Gees „Ones” című albuma április 29-én. Andy halálakor az One album még csak nagyon kezdetleges állapotban volt, mikor Barry a Hawks filmzenéjét írta, a Bee Gees néhány dalt elkészített. Andy halála után ezt is abbahagyták, rövid idő újra nekikezdtek és befejezték a lemezt.
Közreműködött Elton John lemezén zeneszerzőként és énekesként is, a „Nobody's Child: Romanian angel appeal” jótékonysági lemezen, év végén pedig a Bee Gees-szel turnézott a világban.
1990.-ben a „High Civilization” lemezen dolgozott, ami 1991. április 6-án jelent meg.
1991-ben producerként közreműködött Kelli Wolfe lemezének megjelenésében. Egy száma szerepel is rajta, ő maga pedig énekesként is közreműködött.
1991. december 29-én megszületett Barry ötödik gyermeke is, Alexandra.
1992. március 6-án meghalt édesapjuk Hugh Gibb.
1993-ban a Bee Gees „Size isn't everything” lemezének producere, zeneszerzője és közreműködője volt, mellette producerként működött Lulu, Kelli Wolfe, José y Durval lemezének megjelenésében, utóbbi lemezén egy száma is szerepel, Barry pedig énekesként is közreműködött.
Számaival és közreműködésével segítette Beri Rhoades lemezének elkészítését (unokatestvérének a lemezét, Beri Rhoades eredeti neve: Bernice Barbara Gibb).
A „The Bunbury Tails” filmzenéjének egyik írója volt.
1994 és 1997 között a nagyobb lélegzetű Bee Gees lemezen dolgozott, a „Still Waters”-en.
1997-ben megjelent a Keppel Roadról egy DVD film, annak egyik zeneszerzője és szereplője volt.
Számai szerepeltek Percy Sledge és Jordan Hill lemezén.
Közreműködött énekesként Paul Anka és Jordan Hill, lemezén.
Az 1998–2000 közötti időszakban részt vett az 1998. szeptember 19-én az „One Night Only” című CD és DVD zenei munkálataiban, az erre szervezett azonos nevű túrán és egyéb Bee Gees által kiadott lemezeken. Írt és szerepel egy száma Andrew lemezén.
1999 záróaktusaként a Bee Gees-el fellépett a Millenniumi Koncerten (Florida)
2001. április 2-án jelent meg utolsó Bee Gees-el közös albumuk, ami új Barry számokat is tartalmazott, a „This Is Where I Came In”. (producere Barry Gibb volt)
Barry a Bee Gees együttessel lépett fel (június 17-én a Wango Tangó koncerten az USA-ban,
2002. március 31-én Barry megvásárolta az a lakást, ahol gyerekkorában élt a Keppel Road-on,(Chorlton, Manchester)
Maurice Gibb az év végén megbetegedett, kórházba került, és ott 2003. január 12-én éjfél után 10 perccel meghalt, január 15-én volt a temetése.
Január 22-én Robin és Barry együtt jelentették be, hogy a halál egyben a Bee Gees együttes végét is jelenti, hiszen „harmadik tag pótolhatatlan”. Barry és Robin útjai szétváltak, nem dolgoztak együtt.
2004. május 12-én Barry és Robin Gibb megnyitotta a Maurice Gibb zeneszerkesztői iskolát.
2005. január 5-én megszületett Damien Michael Crompton Gibb, Michael Gibb és Lisa Fagiano fia, Barry unokája.
2005. május 24-én létrejött a www.barrygibb.com weboldal.
2012. augusztus 12-én, 95 évesen meghalt édesanyja. Utolsó éveiben Miamiban lakott, hogy közel legyen még élő gyermekeihez.

## Legsikeresebb lemeze eladás szerint (Bee Gees nélkül)
Barbra Streisand: Guilty (1980): 5 millió példány

## Hall of Fame
1994: Songwriters
1997: Rock and Roll

## Grammy-díjak
- 1977: az év producere: Barry, Robin és Maurice Gibb, Richardson, Galuten---a legjobb producer: Barry, Robin és Maurice Gibb, Galuten, és Richardson
- 1980: Az év lemeze: Barbra Streisand, Barry Gibb Woman in love---az év dala: Barry Gibb (Robin Gibbel: Woman in love---az év albuma: Barbra Streisand-al közösen: Guilty---a legjobb duó: Barbra Streisand és Barry Gibb--: Guilty.
- 1983: a legeredetibb albuma: Barry, Robin és Maurice Gibb és többek: Stayin' alive

## Egyéb díjai, kitüntetései
- 27 db Ivor Novello-díj

## Diszkográfia

### Nagylemezek
- The Kid's No Good (1970) (kiadatlan), CD-n megjelent 1998-ban
- Now Voyager (1984)
- Hawks (1988)
- Guilty Pleasures Demos (2006)
- Eaten Alive Demos (2006)
- Master Eyes That See In The Dark Demos (2006)
- Master Guilty Demos (2006)
- Master Heartbreaker Demos (2006)
- The Complete Guilty Demos (2006)
- Barry Gibb Sings Sinatra (2006)

### Kislemezek
- I'll kiss your memory / This time
- A day in the life
- Guilty / Life Story Barbra Sterisanddal
- What kind of fool / The love inside Barbra Sterisanddal
- Shine shine / She says
- Stay alone / Stay alone
- Fine line / Stay alone
- Fine line / One night (for lovers)
- Face to face / Face to face Olivia Newton-Johnnal
- Face to face (Barry Gibb) / You're the best thing (The Style Council)
- Childhood days / Moonlight madness
- Not in love at all (Barry Gibb) / Long and lasting love (Glenn Medeiros)

## Produceri tevékenysége
- Samantha Sang "Emotion" – kislemez,
- Andy Gibb "Flowing Rivers" – album
- Andy Gibb "Shadow Dancing" – album
- Andy Gibb "After Dark" – album
- Barbra Streisand "Guilty" – album
- Franki Vali "Grease" – album
- Kenny Rogers "Eyes That See In the Dark" – album
- Dionne Warwick"Heartbreaker" – album
- Diana Ross "Eaten Alive" – album
- Teri De Sario "Ain’t Nothing Gonna Keep Me From You/Falling In Love With You" kislemez
- "The Bunbury Tails" album
- "We’re The Bunburys" album
- "Bunbury Afternoon" album
- Kelli Wolfe "Eyes" album

## Érdekességek
- Több mint 1000 dalt írt, több mint 500 énekes, együttes dolgozta fel dalait
- Az 1977-es évben Barry Gibb producerként 25 héten át volt listavezető.
- 2007-ben leégette Johnny Cash és June Carter Cash Hendersonville-i otthonát.